# Pierre Apestéguy
Pierre Apestéguy, gelegentlich Pierre Apesteguy, Pseudonym Franck Marshal (* 12. September 1902 in Biarritz, Département Basse-Pyrénées; † 17. November 1972 in Cagnes-sur-Mer, Département Alpes-Maritimes) war ein französischer Schriftsteller baskischer Herkunft.

## Leben
Apestéguy arbeitete jahrelang als Journalist für die Zeitschrift „Le petit Parisien“. Nach Kriegsende leitete  er auch für einige Zeit als Geschäftsführer die Firma Enzo-Film. Als solcher verfasste er auch Drehbücher, von denen einige durch seine Firma verfilmt wurden.
Neben seiner eigentlichen Arbeit entstanden mit den Jahren einige Kriminalromane, die von der zeitgenössischen Literaturkritik durchaus positiv besprochen wurde. Einige davon verfasste Apestéguy unter dem Pseudonym Franck Marshal.
Pierre Apestéguy starb mit 70 Jahren in Cagnes-sur-Mer und fand dort auch seine letzte Ruhestätte.

## Ehrungen
- 1939 Prix du Roman d’Aventures für Le roi des sables

## Werke (Auswahl)
Venus-Zyklus
- Vénus au Texas.
  - Deutsch: Venus in Texas. Kriminal-Roman. Goldmann, München 1964. (übersetzt von Magdalena Sobez)
- Vénus et le chien secret.
  - Deutsch: Venus fährt ins Wochenende. Kriminal-Roman. Goldmann, München 1964 (übersetzt von Mechtild Sandberg)
- Les Hold-up de Vénus.
  - Deutsch: Venus auf Abwegen. Kriminal-Roman. Goldmann, München 1964 (übersetzt von Mechtild Sandberg)
- Une fusée pour Vénus.
  - Deutsch: Venus rettet ihren Ruf. Kriminal-Roman. Goldmann, München 1965 (übersetzt von Mechtild Sandberg)
- Vénus flirte avec la morte.
  - Deutsch: Venus flirtet mit dem Tod. Kriminal-Roman. Goldmann, München 1962 (übersetzt von Elisabeth Simon)

Andere Kriminalromane
- Au nom du père. Paris 1960.
- La dame d'onze heure (= Le masque; 262). Librairie des Champs-Élysées, Paris 1938.
- SOS Nathalie. Paris 1962 (als Franck Marshal).
- La stupéfiante affaire Vandevelde. Paris 1967 (als Franck Marshal).

Sonstiges
- Cœurs basques. Fasquelle, Paris 1933.
- Gachucha. Roman basque. Fasquelle, Paris 1934.
- La vie profonde d'Edmond Rostand. Charpentier & Fasquelle, Paris 1929.

## Filmographie
- 1946: Les souvenirs ne sont pas à vendre – Regie: Robert Hennion
- 1946: Hochzeit im Schmugglerdorf (Le mariage de Ramuntcho) – Regie: Max de Vaucorbeil
- 1947: SOS – 11 Uhr nachts (La dame d'onze heures) – Regie: Jean Devaivre (nach dem Roman „La dame d'onze heures“)
- 1949: Les eaux troubles.. – Regie: Henri Calef
- 1957: Natali (Nathalie) – Regie: Christian-Jaque
- 1958: Et ta sœur.. – Regie: Maurice Delbez
- 1959: Nathalie spielt Geheimagentin (Nathalie, agent secret) – Regie: Henri Decoin